# Air New Zealand
Pour les articles homonymes, voir ANZ.
Air New Zealand Limited ou Air New Zealand (code IATA : NZ ; code OACI : ANZ) est la principale compagnie aérienne de Nouvelle-Zélande. Elle a comme plateforme de correspondance l'aéroport international d'Auckland.
Elle assure une cinquantaine de vols en Asie, Amérique, Océanie et Europe, elle est également membre de Star Alliance depuis 1999.

## Histoire

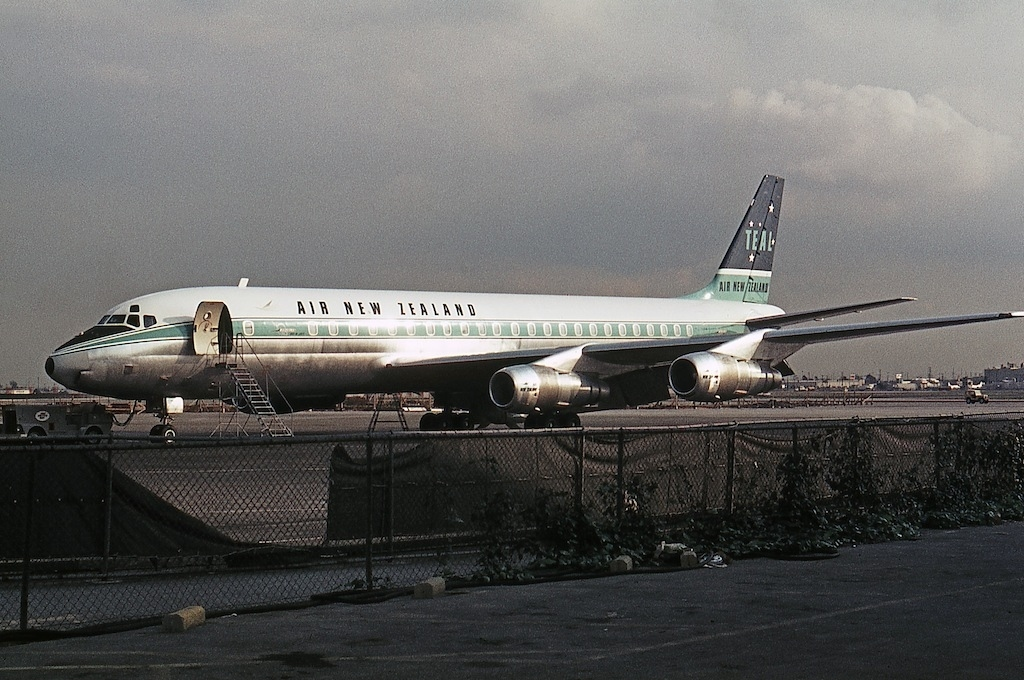
Un Douglas DC-8-52 d'Air New Zealand en 1965.

Elle a été créée en avril 1940 avec un vol inaugural le 30 avril entre Auckland et Sydney, sous l'ancien nom de TEAL (Tasman Empire Airways Limited), exploitant un hydravion Shorts Empire Class, transportant 10 passagers. Immatriculé ZK-AMA et baptisé Aotearoa (le nom māori de la Nouvelle-Zélande), il fallut à cet appareil plus de 7 heures 30 pour franchir les 1 345 miles entre les deux villes.

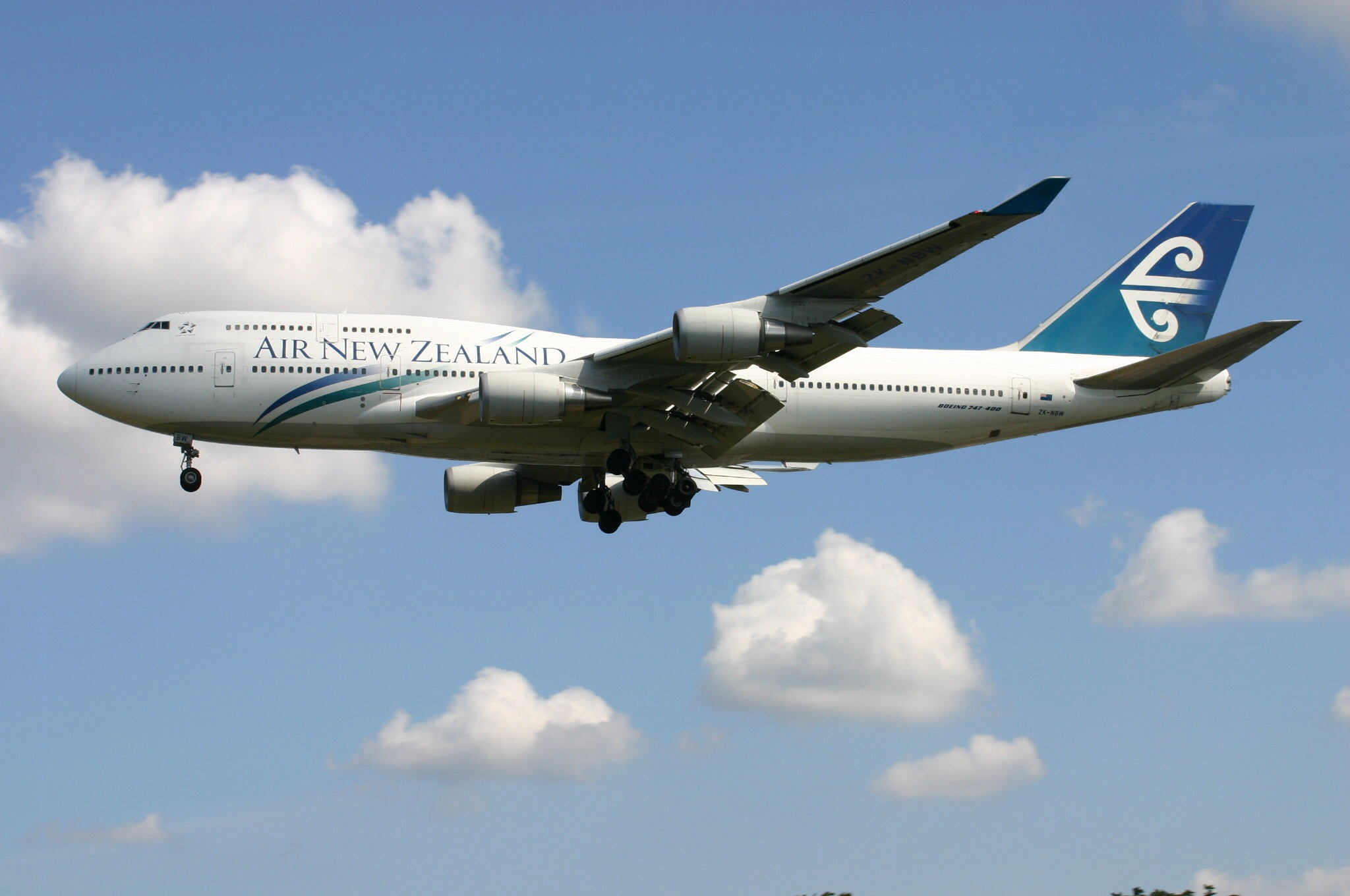
Le mythique Boeing 747-400 d'Air New Zealand.

En octobre 1953, TEAL devint la propriété commune des gouvernements australiens et néo-zélandais et en avril 1961, le gouvernement néo-zélandais devint le seul propriétaire. En plus de la TEAL qui assurait les vols internationaux, le gouvernement fonda la NZ National Airways Corporation (NAC) en 1947. NAC était le principal opérateur des lignes intérieures.

En décembre 1951, un service d'hydravion fut inauguré entre Auckland et Tahiti, via les Fidji et les îles Cook, connu sous le nom de Coral Route (ou Pacific Coral Route). Les Samoa firent partie de ce trajet en 1952. Le vol inaugural a été effectué avec un hydravion Mk III Solent, baptisé Aparima (du nom d'une danse polynésienne). Les Solent étaient utilisés sur ce trajet jusqu'en septembre 1960 quand le dernier vol régulier en hydravion au monde a été interrompu. Le 50e anniversaire de la Coral Route a été fêté par Air New Zealand le 15 décembre 2001.

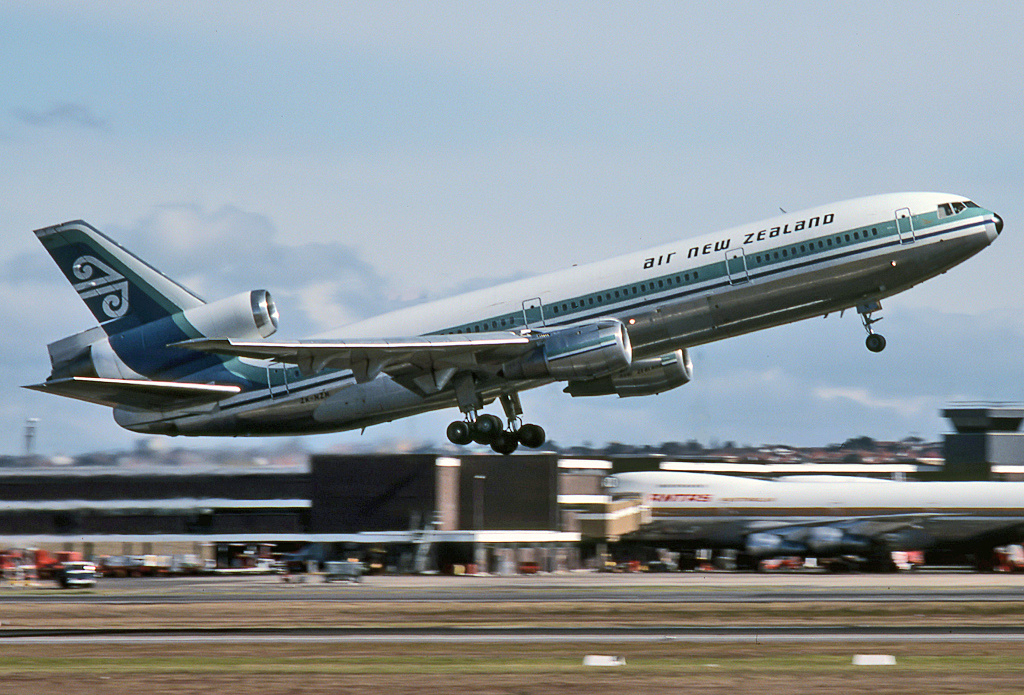
Un McDonnell Douglas DC-10 d'Air New Zealand à Sydney en 1977.
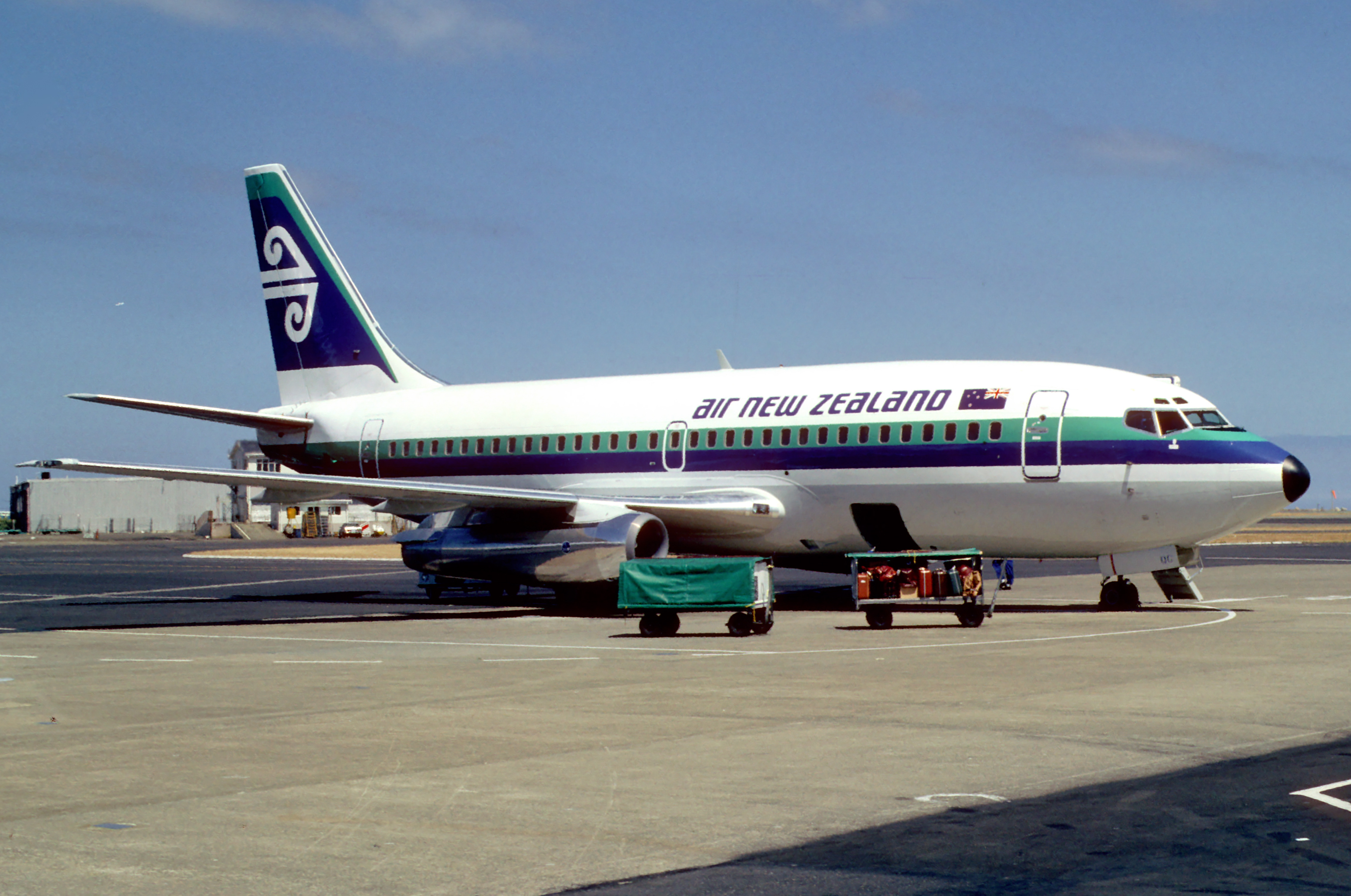
Boeing 737-219C, ZK-NQC en 1983.
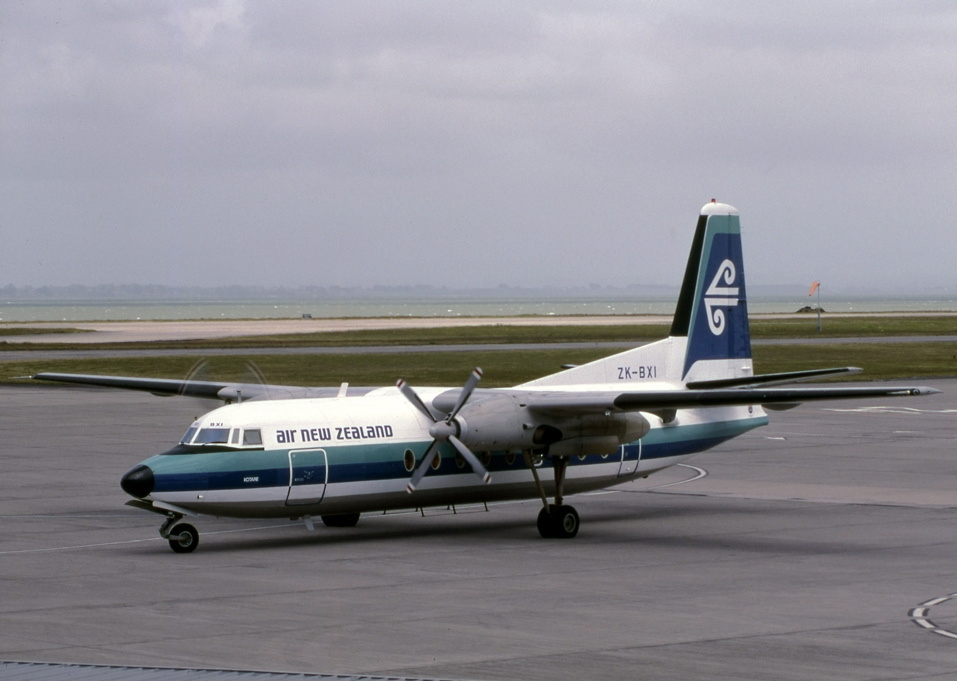
Fokker F27-100 Friendship d'Air New Zealand en 1985.

En avril 1965, TEAL est rebaptisée Air New Zealand Limited tout en continuant à n'effectuer que des vols internationaux. La même année, le premier jet est mis en service (en juillet, un DC-8, ce qui permet de relier l'Amérique du Nord et l'Asie). En 1973, c'est l'arrivée du DC-10. La compagnie emploie uniquement des DC-8 et des DC-10 jusque dans les années 1980 quand le Boeing 747 (dont plusieurs séries ont été ou sont encore employées par la compagnie), puis le Boeing 767 (-200 et -300) remplace les anciens jets. Le premier 747 est livré en mai 1981. Progressivement, cette flotte est modernisée : les 767 ont été remplacés par des 777-200ER, qui assureront les diverses lignes en compagnie des 747-400 et des futurs Boeing 787-9
Dans le même temps, les anciens avions de NAC sont remplacés par des turbopropulseurs et en 1968, les jets comme le Boeing 737 s'introduisent dans le marché intérieur. Air New Zealand et NAC fusionnent en avril 1978, pour assurer ensemble les vols intérieurs et internationaux.
En 1999, Air New Zealand adhère à la Star Alliance.

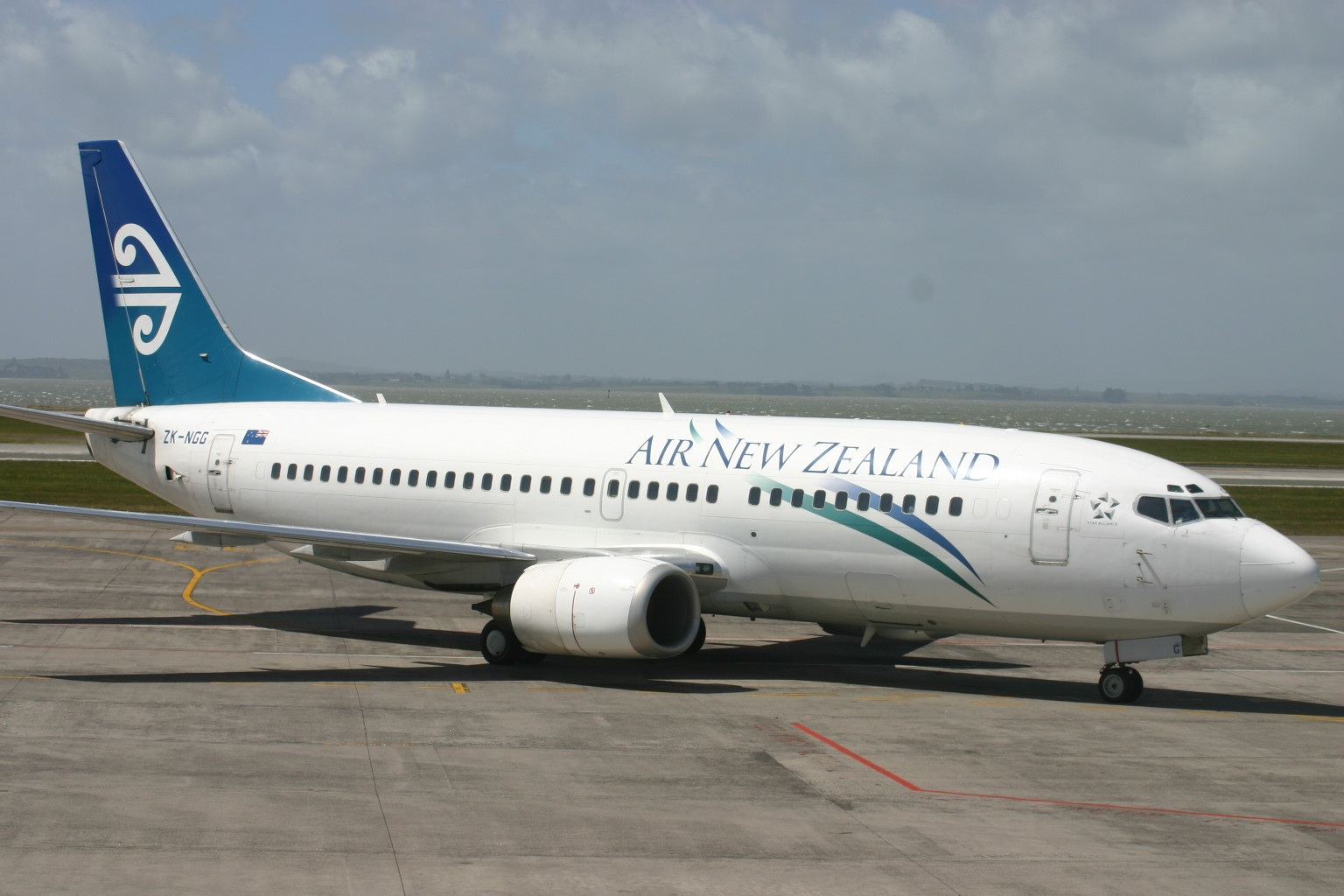
Le Boeing 737-300 aura volé pendant près de 30 ans chez Air New Zealand.

En juillet 2005, Air New Zealand a annoncé pour octobre la mise en service sur la destination Tonga d’un Airbus A320 récemment acquis, en remplacement de l’actuel Boeing 737 moyen courrier actuellement utilisé. Norm Thompson, directeur commercial de cette compagnie et basé à Nuku'alofa (la capitale du royaume), a par ailleurs précisé que cette desserte relierait aussi Tonga à l’Australie, tout comme c’est jusqu’ici le cas sur le Boeing appelé à être remplacé. 
Fin 2002, Air New Zealand annonçait une commande ferme de cinq appareils Airbus A320, qui ont été livrés en octobre 2003, principalement pour la desserte des lignes à destination de l'Australie et des États insulaires du Pacifique. Cette commande ferme était assortie d'une option pour l'acquisition d'une vingtaine d'autres (d'un prix de vente moyen d'une cinquantaine de millions d'euros pièce). Air New Zealand a aussi formalisé les modalités de location pour dix autres appareils A320. D'où la possibilité pour la flotte d'Air New Zealand d'être, à terme, constituée de quelque 35 appareils Airbus de type A320.
Le consortium européen Airbus, ces cinq dernières années, a lancé une offensive commerciale majeure sur le marché du Pacifique, traditionnellement dominé par Boeing. Elle enregistre depuis des succès, notamment dans les territoires français de Nouvelle-Calédonie et de Polynésie française (dont les flottes moyen courriers sont désormais largement dominés par des A320 et A340).

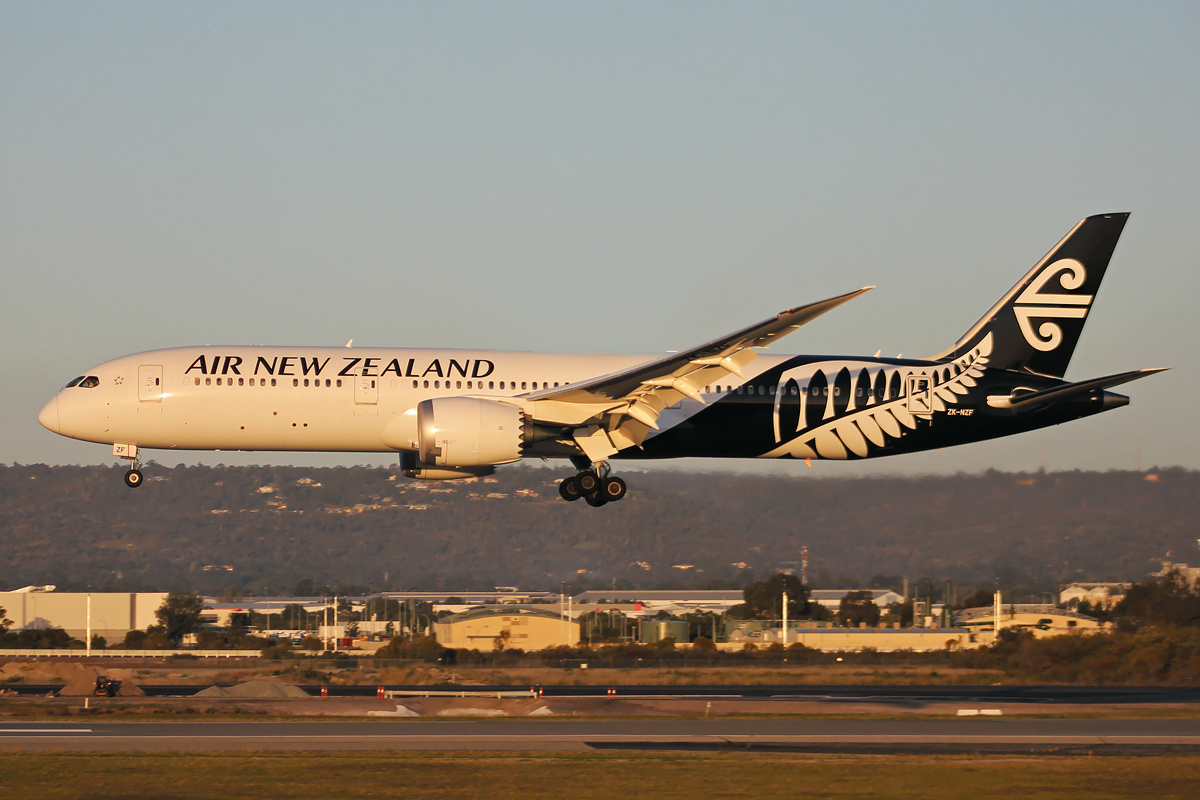
Boeing 787-9 à l'approche de l'aéroport de Perth en Australie.

Le 1er juin 2014, la compagnie annonce une commande ferme de quatorze appareils pour un montant d'environ 1,5 milliard de dollars. L'achat port sur trois A321neo à nouvelle motorisation, dix A320neo standards et un A320 et vise à moderniser sa flotte.
Le 27 mai 2019, la compagnie annonce la commande ferme de 8 Boeing 787-10 en replacement de leur flotte de Boeing 777-200ER. Leur arrivée sera prévue entre 2022 et 2027, ils seront équipés des moteurs de Général Electric GEnx. Le montant de cette commande est de 2,7 millions d’USD, mais devrait être largement réduit.
En 2019, elle est désignée meilleure compagnie du monde par le site Airlineratings.

## Partenariats

### Partage de code
| - Aerolíneas Argentinas - Air Canada* - Air China* - Air India* - Air Rarotonga - Air Tahiti Nui | - Aircalin - Alaska Airlines - All Nippon Airways* - Asiana Airlines* - Cathay Pacific - Etihad Airways | - EVA Air* - Fiji Airways - Lufthansa* - Qantas - Silk Air - Singapore Airlines* | - South African Airways* - Thai Airways* - Turkish Airlines* - United Airlines* - Virgin Atlantic |

*Membres de Star Alliance

## Destinations

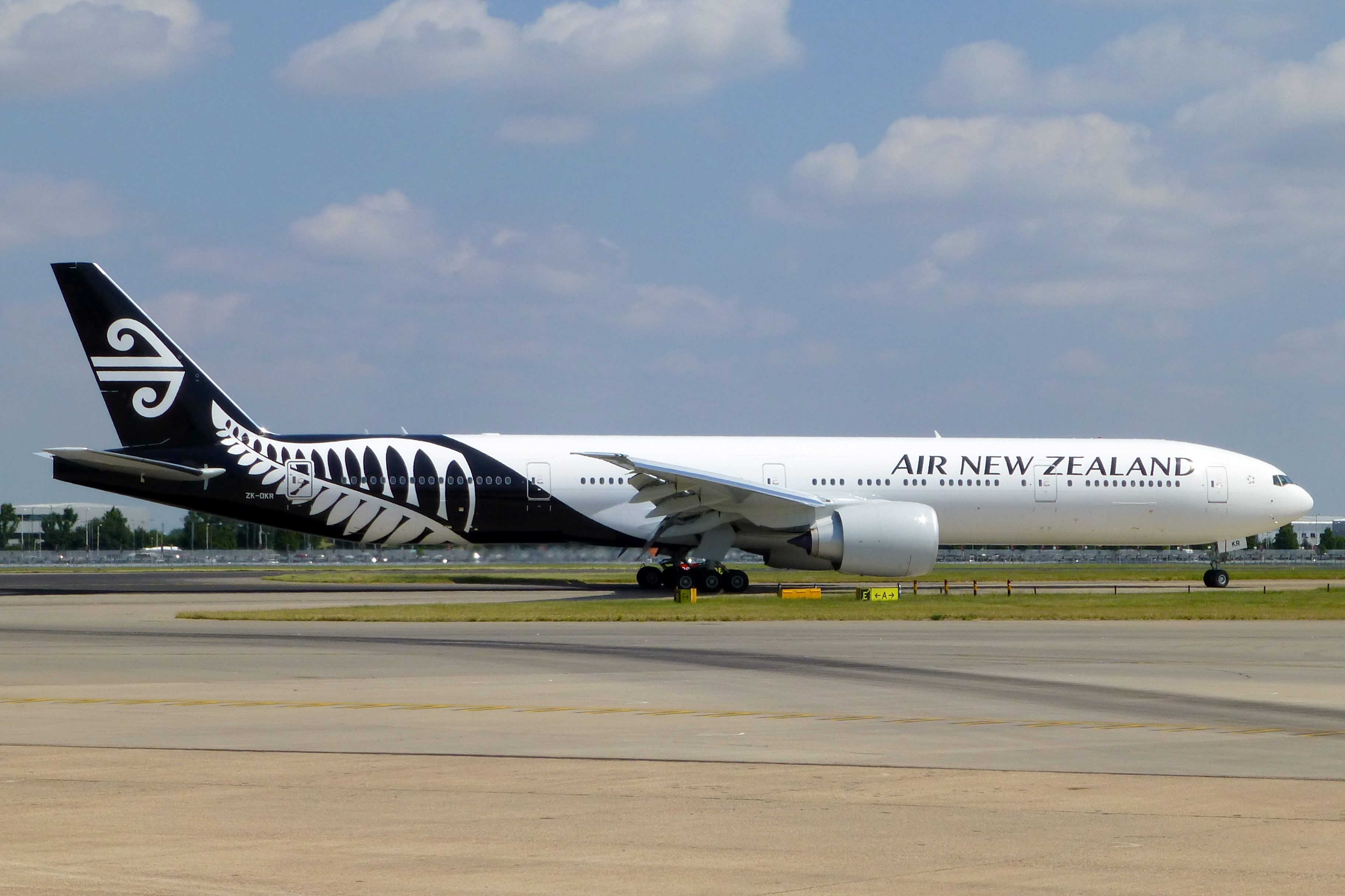
Boeing 777-300ER d'Air New Zealand à l'aéroport international de Londres Heathrow.

Air New Zealand propose plus de 50 destinations en Asie, Océanie, Amérique et Europe, y compris les vols assurés par Air New Zealand Link, Air Nelson, Eagle Airways et Mount Cook Airline

### Amérique du Nord
- Vancouver
- Chicago; Honolulu; Houston; Los Angeles; San Francisco

### Amérique du Sud
- Buenos Aires

### Asie
| - Shanghai - Séoul - Hong Kong | - Tokyo (Narita et Haneda) - Singapour - Taipei |

### Europe
- Londres (via Los Angeles)

### Océanie
| - Adélaïde; Brisbane; Gold Coast; Melbourne; Perth; Sydney - Nadi - Rarotonga - Norfolk - Nouméa | - Auckland; Christchurch; Dunedin; Invercargill; Queenstown; Wellington - Niue - Papeete - Apia - Tongatapu |

## Flotte

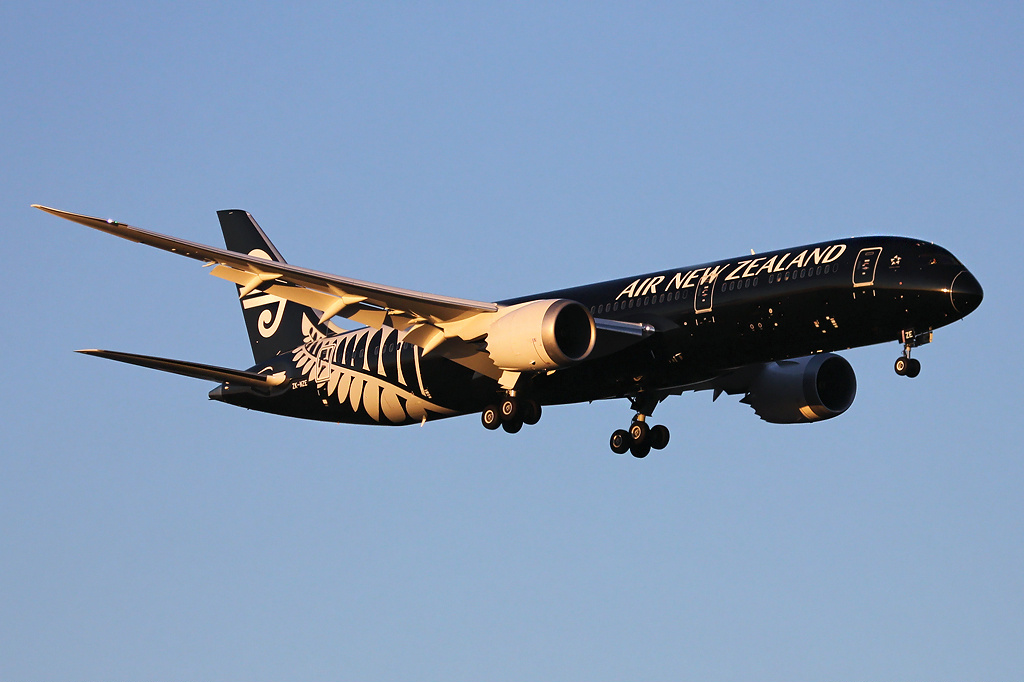
Boeing 787-9 livrée "All Black". Premier Boeing 787-9 d'Air New Zealand (Compagnie de lancement).

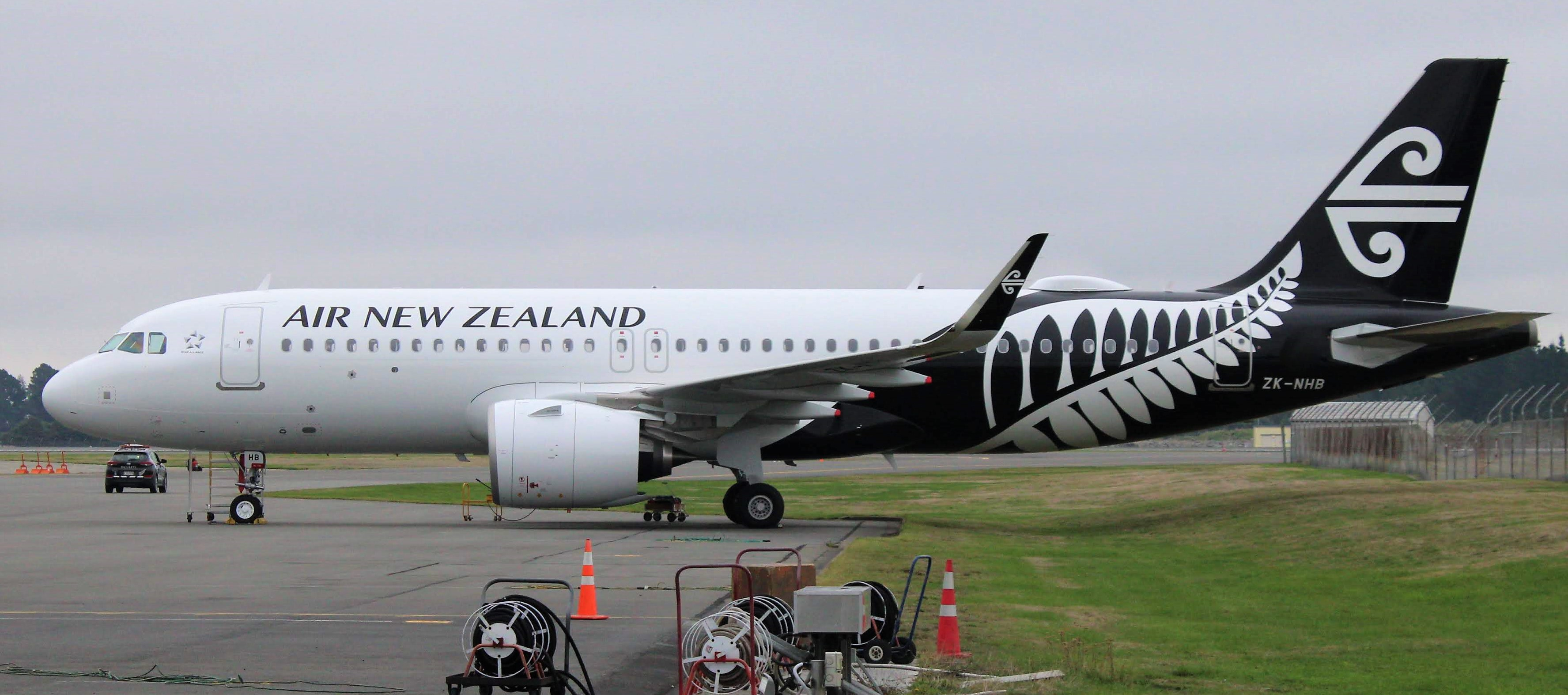
Airbus A320neo.

En décembre 2024, la flotte d'Air New Zealand se compose des avions suivants :
Air New Zealand a reçu en 2011 et 2012 quatre Boeing 777-300ER qui vont remplacer progressivement les Boeing 747-400 ; ils sont équipés en trois classes et intègrent soixante places skycouch en économie, et le nouveau système de vidéo à la demande. La compagnie exploite également huit Boeing 777-200ER qui renforcent la flotte long-courrier. Air New Zealand possède des Airbus A320-200 pour remplacer les Boeing 737-300 actuellement dans la flotte. À partir de 2014, la compagnie va recevoir dix Boeing 787-9 Dreamliner.
Air New Zealand exploite également 56 avions turbopropulsés de type ATR 72-500 et 72-600, Bombardier Q300 et Beechcraft 1900D, au travers des compagnies New Zealand Link, Air Nelson, Eagle Airways et Mount Cook Airline.
Le 9 décembre 2014, Air New Zealand commande deux Boeing 787-9 supplémentaires. Au total, ANZ exploita un total de douze Boeing 787-9 Dreamliner.
Le 25 septembre Boeing confirme la commande de huit Boeing 787-10 pour un montant de 2,7 milliards de dollars aux prix catalogue, début des livraisons prévu en 2024.
D'ici à 2028, la compagnie souhaite passer de huit types d'avion différents à quatre : les Boeing 787, Airbus A320, les ATR 72 et les Bombardier Q300.

## Livrées spéciales

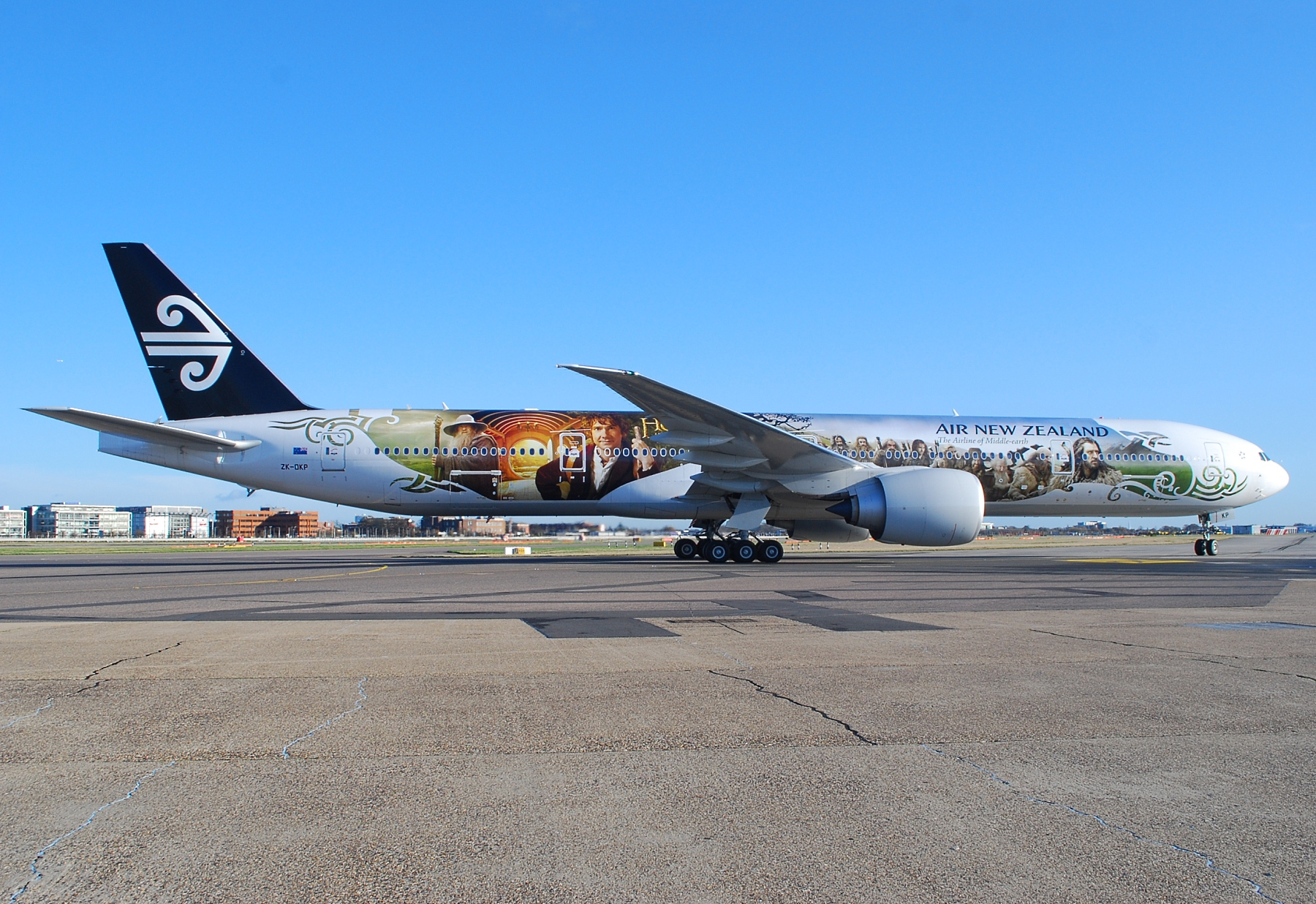
Boeing 777 portant la livrée du film Le Hobbit.
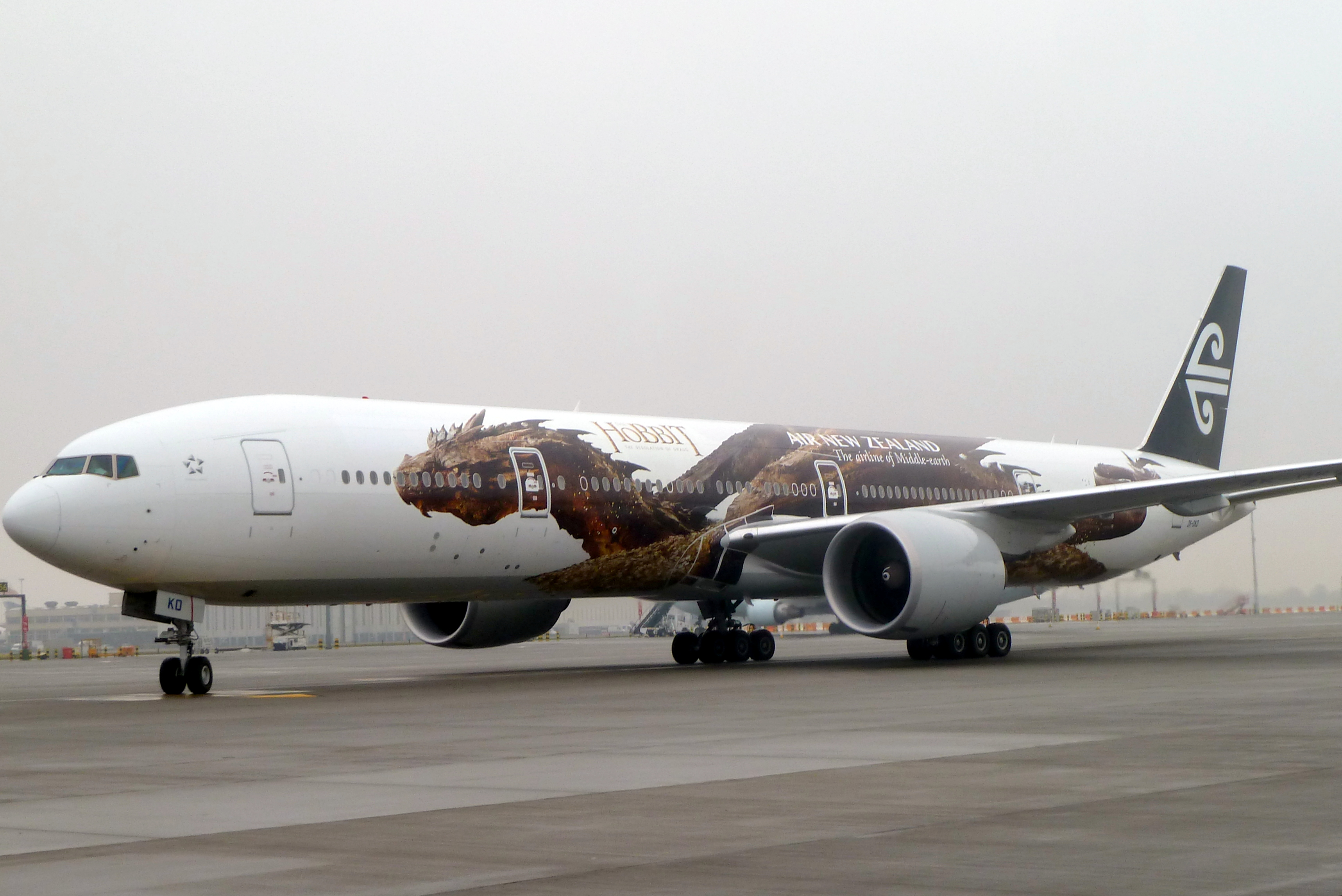
Boeing 777 portant la livrée du dragon Smaug.
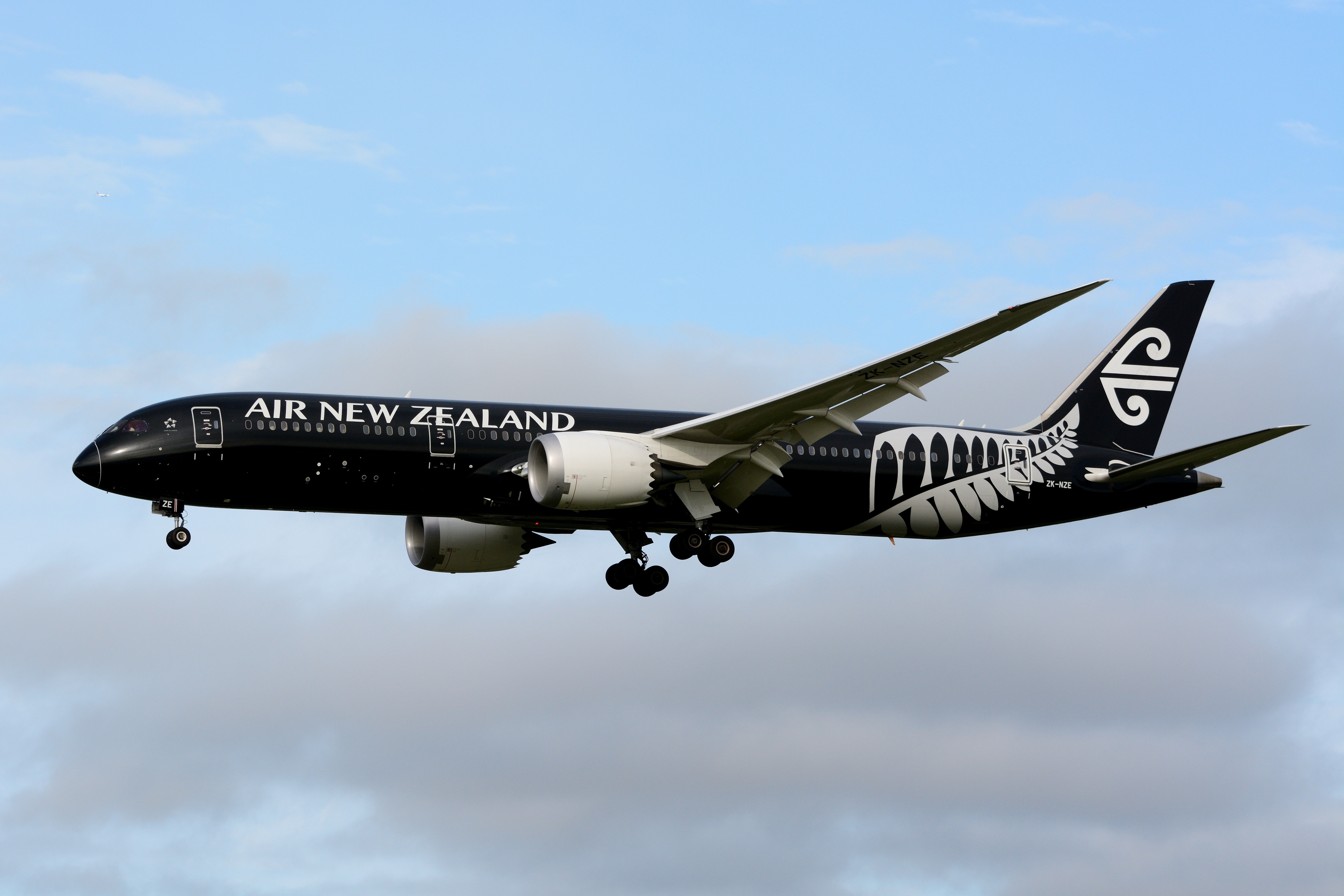
Boeing 787 All Black.
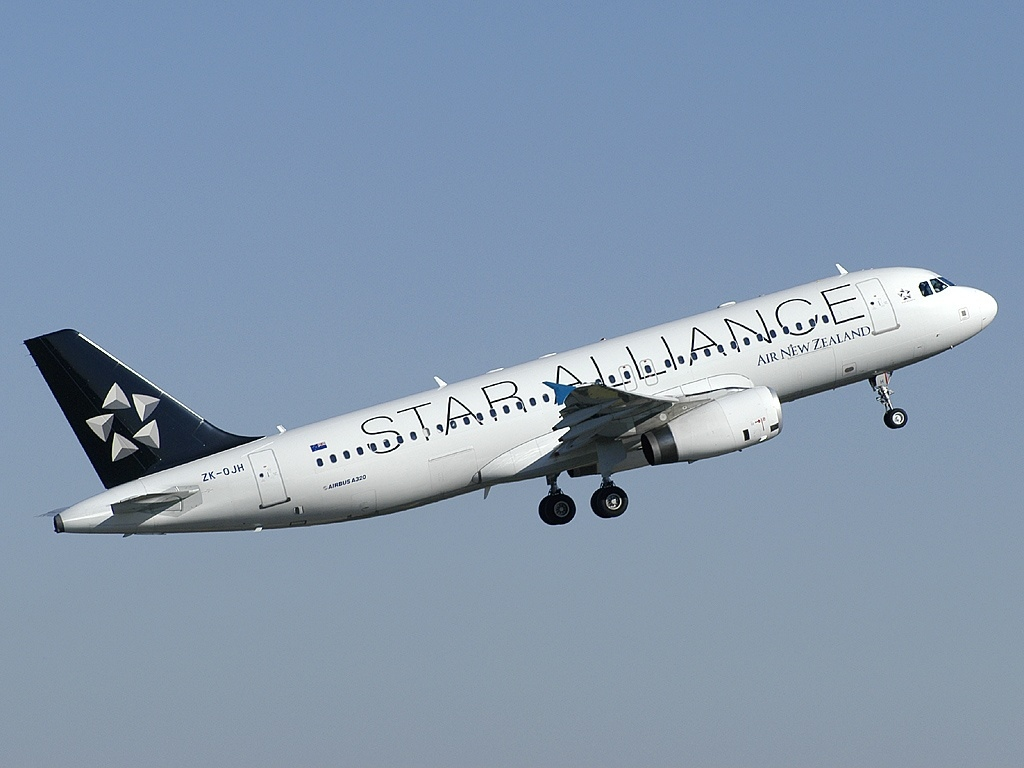
Airbus A320 portant la livrée Star Alliance.

## Accidents de la compagnie
- Un DC-10 d'Air New Zealand qui s'est écrasé contre le Mont Erebus le 28 novembre 1979 ne faisant aucun survivant parmi les 257 passagers et membres d'équipage.

- Un Airbus A320 s'est abimé en mer près de Saint-Cyprien (Pyrénées-Orientales) le 27 novembre 2008 à la suite d'un vol technique effectué par l'entreprise EAS Industrie durant sa maintenance. 2 membres d'équipage ont péri et cinq autres sont portés disparus.

## Galerie

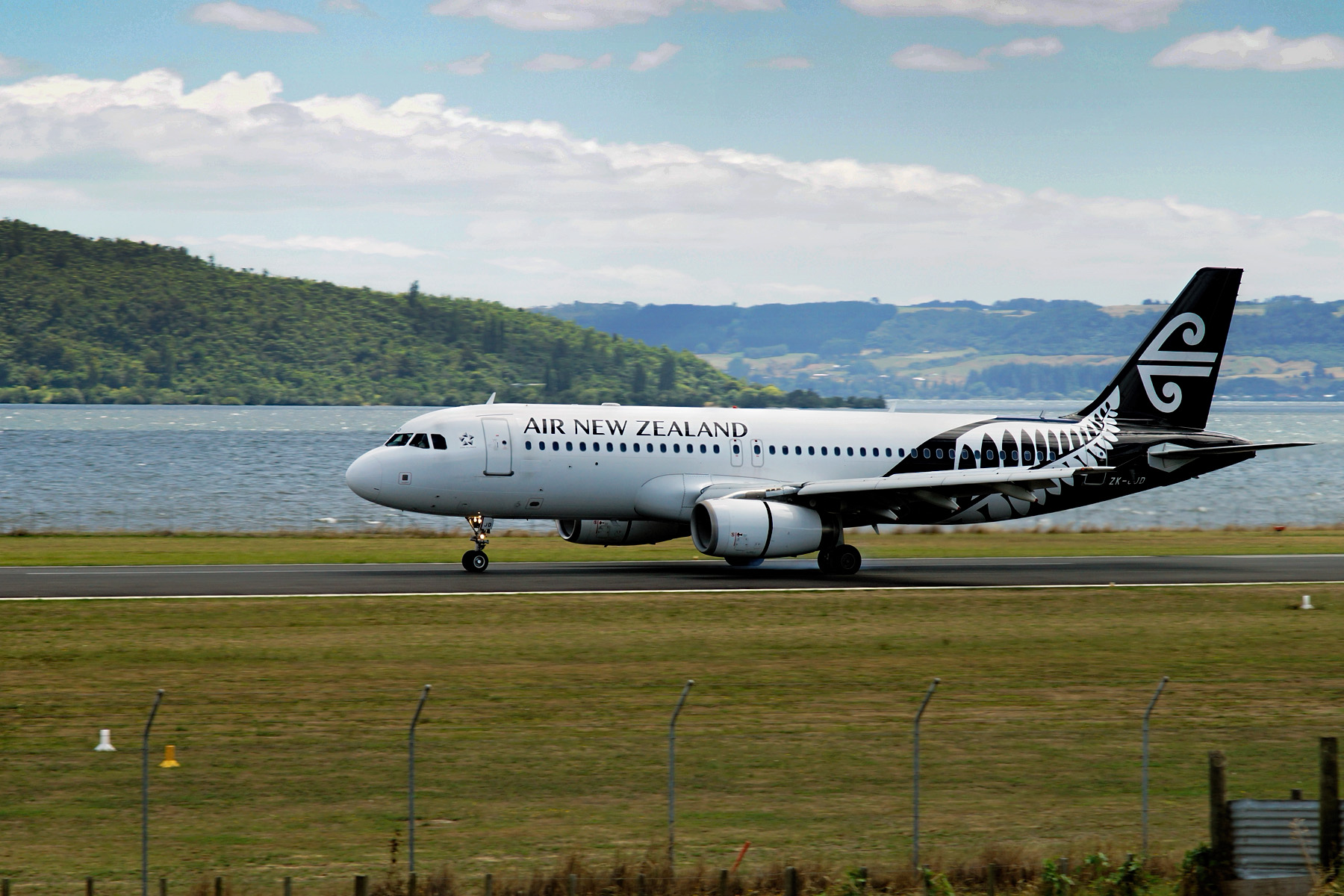
Airbus A320.
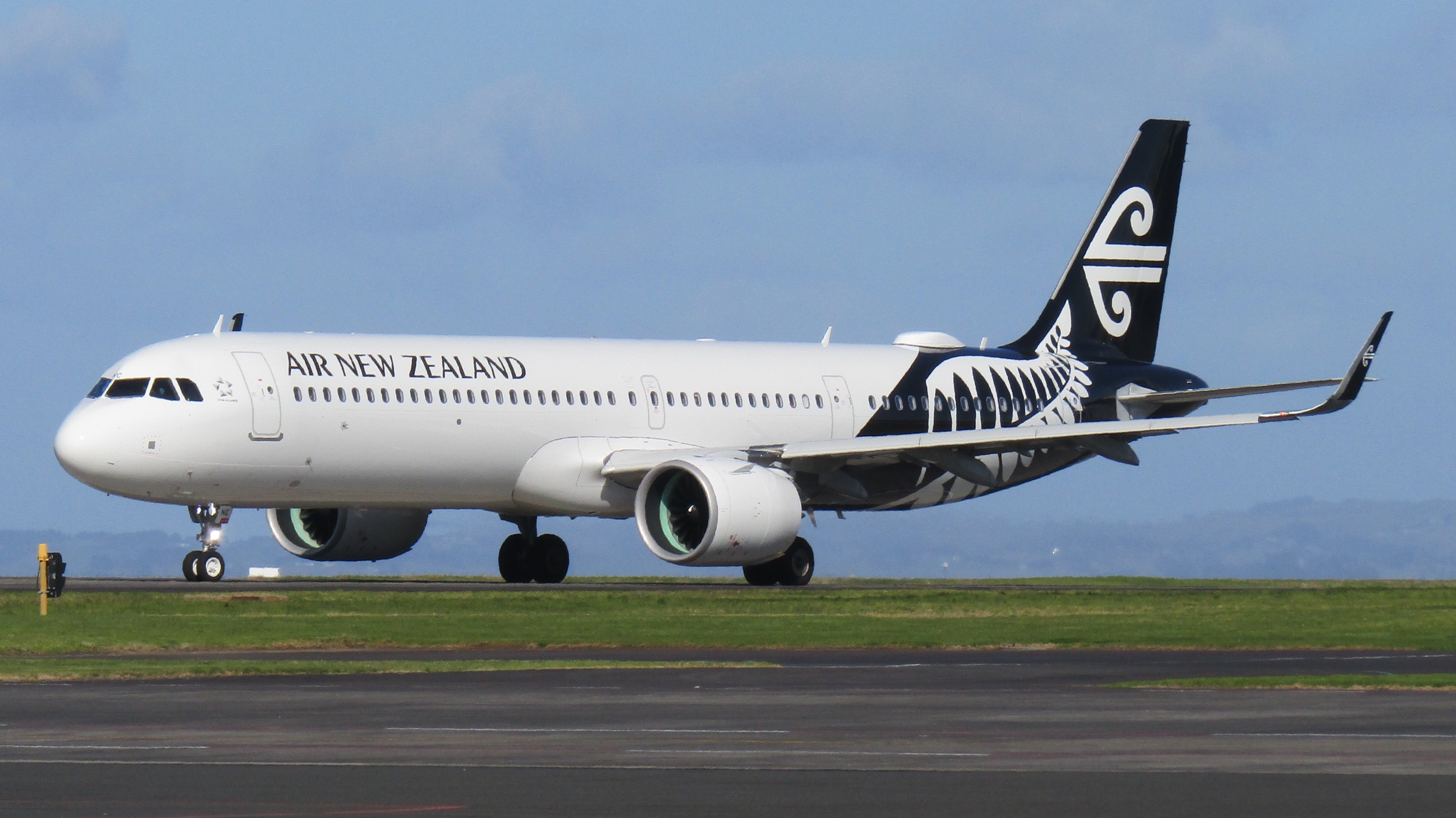
Airbus A321neo.
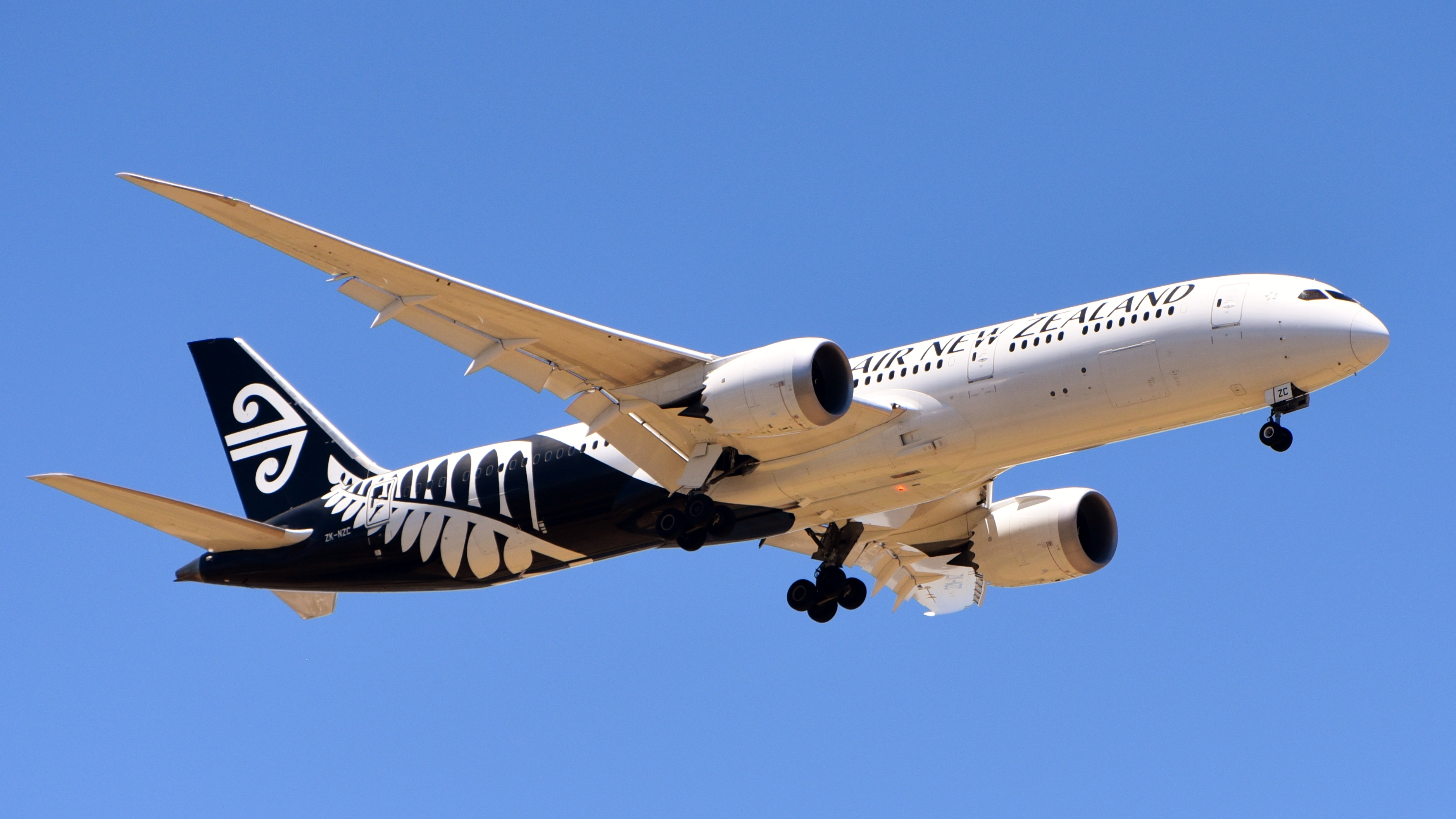
Boeing 787-9.
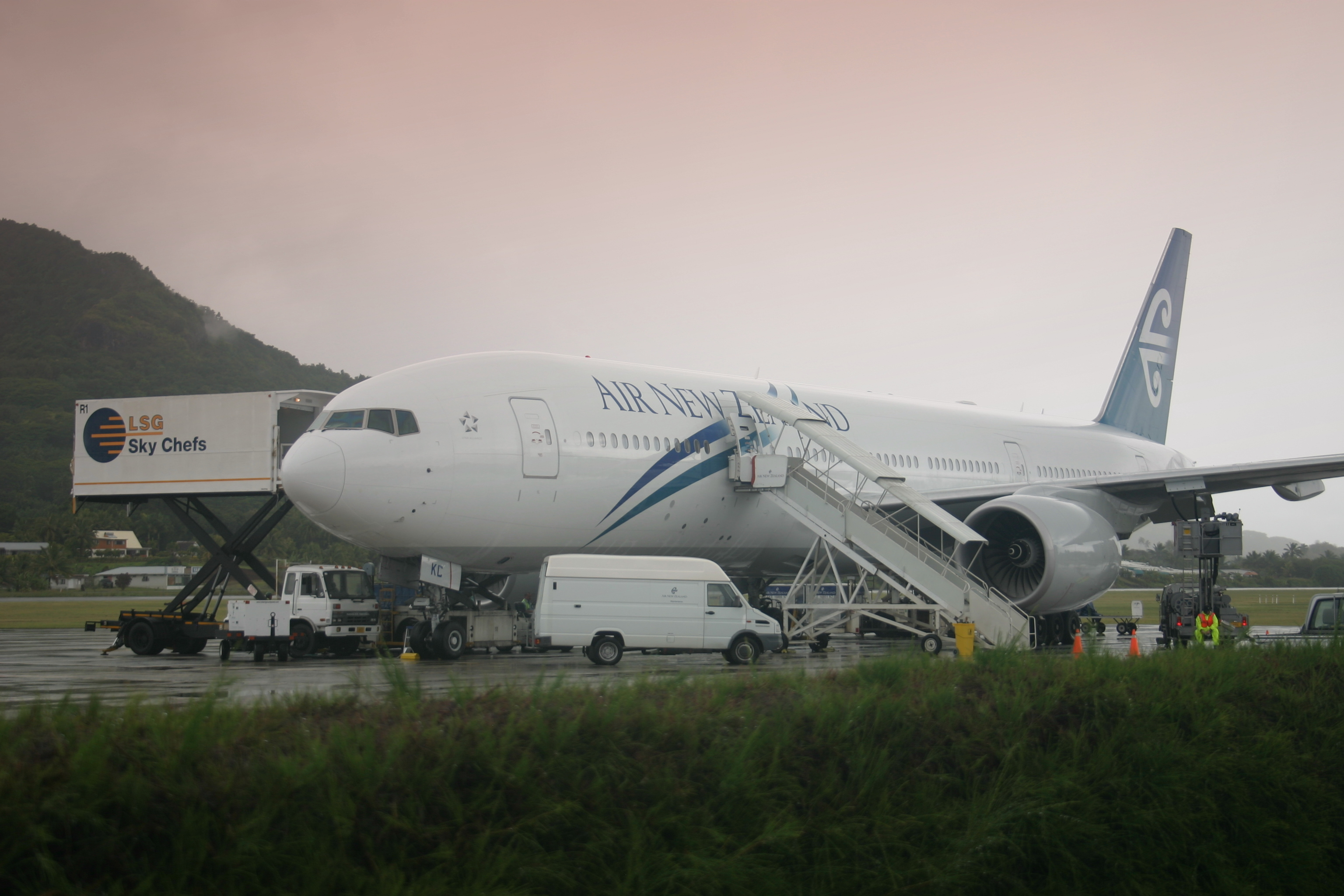
Boeing 777-200ER.
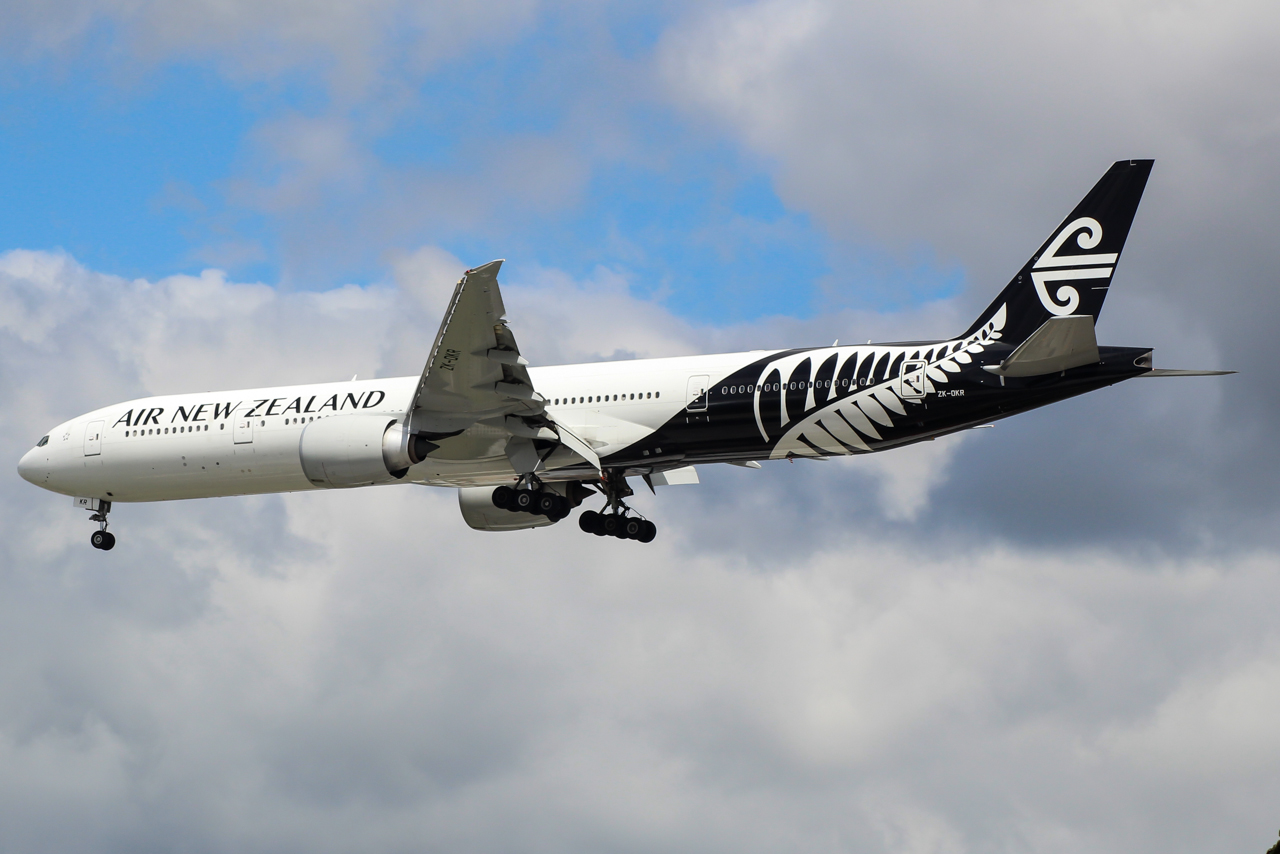
Boeing 777-300ER.